# Йозеф Гваданьї
Граф Йозеф Гваданьї (угор. Gvadányi József; 16 жовтня 1725 , Рудабаняd, Боршод-Абауй-Земплен  — 21 грудня 1801 , Скалиця, Сениця ) — угорський письменник, поет та філософ; генерал-майор.

## Життєпис
Народився 16 жовтня 1725 року в Боршод-Абауй-Земплені в Північній Угорщині. З десятирічного віку Гвадані навчався в гімназії єзуїтів у Егері та закінчив п'ять класів із відмінними результатами. Тут він так полюбив поезію, що за три години написав 100 латинських дистихонів. Вивчав гуманітарні науки у Трнавському університеті.
Вірний сімейним традиціям та інтересам, вибрав військову кар'єру і 1 грудня 1743 року вступив прапороносцем до Сірмайського піхотного полку.
Під час Війни за австрійську спадщину бився з пруссаками у двох битвах у Чехії. 1744 року його полк відправлено до Італії для завоювання Сицилії й Неаполя і вигнання французів та іспанців. 30 листопада 1746 року полк досяг річки Вар і прорвав оборону французів. 3 грудня французи захопили його в полон і відвезли до Тулону. Через чотири тижні його обміняли, і він продовжив боротися. 3 лютого 1747 року, коли полк знову перейшов річку, Гваданьї було поранено в ліву ногу і доставлено до Савони на лікування. У травні повернувся в стрій, бився під Генуєю і став лейтенантом.

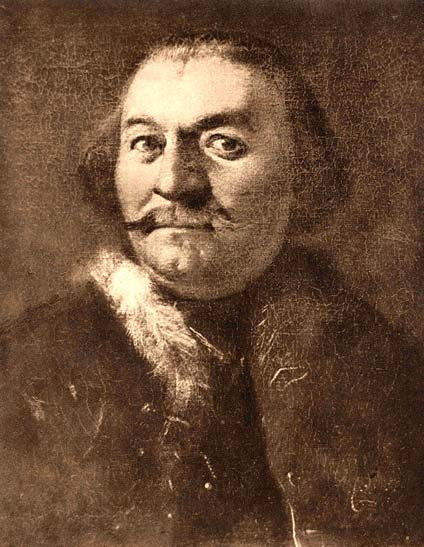
Йозеф Гваданьї

Після укладення миру повернувся додому і став осавулом у полку свого далекого родича, командира Асканія Гвадані Осієка, а 1 грудня 1751 вступив капітаном до Бараньяйського кавалерійського полку і оселився в Нітранському повіті. Тут познайомився з баронесою Франсіскою Горецькою, з якою одружився 1752 року; в цьому шлюбі народилося троє дітей, і коли вони були ще зовсім юними, Франсіска померла.
Потім брав участь у кількох битвах Семирічної війни; військову кар'єру закінчив у чині генерал-майора.
Аристократ італійського походження, Гваданьї був апологетом крайнього консерватизму (особливо після подій Великої французької революції).
Головний літературний твір Йозефа Гваданьї — сатирична поема «Подорож сільського нотаріуса до Будапешта», видана 1770 року. В цій поемі відчутний культ села і крайній націоналізм, який охопив деякі кола угорського суспільства як реакція проти політики Марії-Терезії та Йосифа II, спрямованої на централізацію та германізацію. Нотаріус Зайтай досить тривалий час залишався улюбленим героєм угорської літератури.
Помер 21 грудня 1801 року у місті Скалиця.